# Paulinho (músico)
Paulo César dos Santos, más conocido como Paulinho (Río de Janeiro, 6 de septiembre de 1952-Ib., 14 de diciembre de 2020), fue un cantante y percusionista brasileño, integrante del grupo Roupa Nova. 

## Infancia
Nació en Río de Janeiro en 1952. A inicios de la década de 1970, era vocalista y percusionista de una banda de bailes carioca llamada Los Panchos Villa, al lado de Kiko y de Jandira Feghali. En esa época, ya frecuentaba las presentaciones de la banda Los Famks, que tenía gran influencia en la noche carioca. En 1974, recibió la invitación para cantar y tocar en esa segunda banda. Luego después de entrar, invitó Kiko para sustituir el guitarrista.

## Roupa Nova
Con una voz potente y marcante, Paulinho cantaba como vocalista principal en diversas músicas del grupo Roupa Nova, incluyendo hits marcantes como "Canción de verano", Clarear, "Sensual" (en la versión original de 1983), "Vuelta para Mí", "Whisky la Go-Go" (en la versión "en vivo", en el álbum "Ahora Sí", en el Roupacústico I y en el álbum Ropa Nueva 30 años), "Linda Demás", "Mi Universo ES Usted", "Adicción", "De vuelta pro futuro", "Llama", "Alas del Placer", "Los Corazones no Son iguales", "María María", "Felicidad", además de canciones más recientes como "A La Flor de la Piel", "La Leyenda", "La Mitad de la Manzana", "Frío de la soledad" y "Ya ni Sé más" al lado de la pareja Chitãozinho y Xororó, "Retratos Rasgados", "Reacender" al lado de Ben's Brother, grabada para el álbum Roupa Nova em Londres, de 2009 y Soñando Con Los Pies en el Suelo del álbum Todo Amor del Mundo, lanzado a finales de 2015. Otros hits más recientes fueron Luces de Emergencia y Alma Brasileña, presentes en el más álbum Las Nuevas del Roupa lanzado en 2019, y el sencillo Noches Traidoras, lanzado en las plataformas digitales en 2019.
Con Roupa Nova, Paulino cantó con importantes nombres de música nacional e internacional como Commodores en Ese Tal de Repi Enroll, Ivete Sangalo en La Sal de la Tierra, Zélia Duncan en Feria Moderna, Elba Ramalho en Fe Ciega, Cuchillo Amolada, Marjorie Estiano en Flagra, Ben's Brother en Reacender, Fresno en Show de Rock'n Roll, Zezé di Camargo y Luciano en Depende, Marcos & Belutti en Mar de Lágrimas, Tico Santa Cruz en Principio de Un Nuevo Tiempo y Angélica en Usted, El Surf y Yo, entre otros.
En 2009, debido a problemas de salud, fue sustituido en sólo tres shows del grupo por el ex-vocalista de la banda Radio Taxi, Maurício Gasperini. Luego se recuperó y volvió a la actividad.
Paulinho estuvo con Roupa Nova desde su formación original, hace más de 40 años. Con el grupo el cantante recibió en 2009 uno de los mayores premios de la industria fonográfica, el Grammy Latino de mejor álbum pop contemporáneo brasileño, categoría en la que compitió con Rita Lee, Ivete Sangalo, Skank y Jota Quest.

## Vida personal
Era padre de Pepê, baterista de la banda Jamz, revelada en el programa Super Star de la Rede Globo. El cantante también era padre de la cantante Twigg que grabó un dueto con lo Roupa Nova en la canción El Barquinho, presente en el álbum doble conmemorativo de los 35 años de carrera de la banda intitulado Todo Amor del Mundo, lanzado a finales de 2015.
En agosto de 2020, Paulinho fue diagnosticado con linfoma. En septiembre, el tratamiento fue hecho a través de un trasplante de médula ósea autólogo, en el cual las células madre del propio paciente son empleadas.
En noviembre de 2020, fue ingresado en el Hospital Copa D'or, en Río de Janeiro, con COVID-19 en el contexto de la pandemia del coronavírus. Falleció el día 14 de diciembre de 2020.